# Efraín Sánchez
Efraín Elías Sánchez Casimiro (Barranquilha, 26 de fevereiro de 1926 – Bogotá, 16 de janeiro de 2020) foi um futebolista e treinador colombiano que disputou o Copa do Mundo FIFA de 1962, no Chile.
Por clubes, jogou por Millonarios, Caldas, La Fortuna (ainda na fase da "Liga Pirata" da Colômbia), San Lorenzo (onde se profissionalizou), América de Cali, Deportivo Cali, Junior, Independiente de Santa Fé e Atlas. Parou de jogar em 1964, em sua segunda passagem pelo Independiente de Medellín (havia jogado por lá entre 1955 e 1957).
Como treinador, El Caimán (como era chamado) comandou Millonarios, Independiente de Medellín, Deportes Quindío, Junior e Estudiantes de Mérida. Comandou também a Seleção da Colômbia em três oportunidades (1962-1963, 1975 e 1983-1984), além de ter comandado a Seleção Sub-20 de Los Cafeteros. Encerrou de vez sua carreira dentro das quatro linhas em 1987. 
Sánchez, que também chegou a trabalhar como comentarista, juntou-se à Federação Colombiana de Futebol como integrante de programas de capacitação de jogadores.
Morreu no dia 16 de janeiro de 2020, aos 93 anos.